# Пушкарёво (Калининградская область)
Пушкарево (до 1947 — Пушдорф (нем. Puschdorf)) — посёлок в Черняховском районе Калининградской области. Входит в состав Свободненского сельского поселения.

## География
Посёлок расположен в 32 км на запад от Черняховска, остановочный пункт Пушкарёво на ж/д линии Калининград — Черняховск.

## История
Местность Пушдорф, как полагают, возникла вскоре после 1410 года, а первое ее задокументированное упоминание относится к 1423 году. В 1441 году великий магистр ордена Конрад фон Эрлихсхаузен пожаловал Пущдорф старому городу Кенигсбергу в дополнение к деревне Штаблакен. 24 июля 1726 года князь Леопольд Ангальт-Дессау купил поместье Пушдорф. Во время битвы при Гросс-Егерсдорфе деревня сгорела дотла, кроме девяти домов и церкви. 11 марта 1874 года Пушдорф стал административным центром одноименного сельского округа, который до 1945 года входил в состав района Инстербург в административном округе Гумбиннен прусской провинции Восточная Пруссия. В состав сельского округа Пушдорф входили населённые пункты: Дамерау, Пиатен, Пушдорф, Ранглакен, Штаблакен.
В результате Второй мировой войны в 1945 году Пушдорф присоединился к Советскому Союзу с северной частью Восточной Пруссии. В 1947 году местечку было присвоено русское название Пушкарево и посёлок был отнесен к Междуреченскому сельскому совету Черняховского района, а после его упразднения в 1961 году вошел в Бережковский сельский совет. С 2008 по 2015 год Пушкарево входило в состав Свободненского сельского поселения, с 2022 года — в Черняховский муниципальный округ.

## Население
| 1910 | 1933 | 1939 | 2002 | 2010 |
| ---- | ---- | ---- | ---- | ---- |
| 581  | ↘518 | ↗560 | ↘191 | ↗194 |